# 延遼館

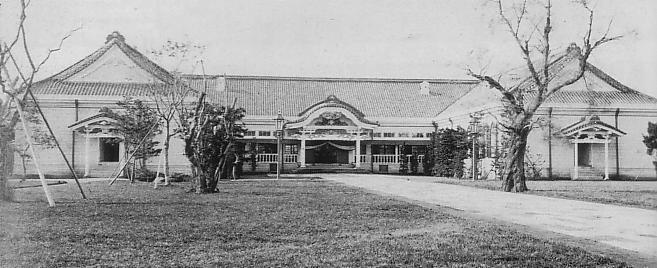
外観

延遼館（えんりょうかん）は、明治時代に浜御殿（後の浜離宮恩賜庭園）内にあった明治政府の迎賓施設である。

## 概要
幕末に浜御殿内に幕府海軍の海軍所施設として建造された石造建築物を基礎とし、1869年（明治2年）に近代日本初の迎賓施設として整備された。イギリスのエジンバラ公アルフレッド王子、ロシアのアレクセイ・アレクサンドロヴィチ・ロマノフ大公皇子、アメリカのユリシーズ・グラント前大統領、琉球王国の伊江朝直王子､ハワイ王国のカラカウア国王ら多くの国賓を迎えた。
面積1,380平方メートルのコの字型建物で、内部の障壁画は、狩野雅信、狩野永悳、渡辺小崋、狩野董川らの筆になるものであった。
一時は東京オリンピックに合わせ、延遼館を浜離宮内に復元することが決定したが、舛添要一都知事の辞任により棚上げになり、2017年に策定された旧浜離宮庭園の保存活用計画では、10年後以降に整備する長期計画の一部に位置づけられた。

## 歴史
- 1869年（明治2年） - イギリス王族エディンバラ公アルフレッド王子が来日することが決定した。明治政府は初の外賓を迎えるにあたり、幕末に海軍施設として建設された石造の建築「石室」を改修して迎賓施設とした。5月落成。7月に延遼館と命名[3]。
- 1879年（明治12年） - ジョサイア・コンドル設計により改修[9]。世界周遊の途次、日本に立ち寄ったのグラント米国前大統領が延遼館に滞在。明治天皇とも会見した[3]。
- 1884年（明治16年） - 外務省から宮内省に移管される[2]。
- 1885年（明治17年） - 延遼館の裏庭において初の天覧相撲が開催された[3]。
- 1889年（明治22年） - 老朽化のため解体[7][9]。